# Wien Nordwestbahnhof
Der Nordwestbahnhof im Bezirk Brigittenau in Wien war der Kopfbahnhof der Österreichischen Nordwestbahn. Zuletzt wurde bzw. wird das Bahnhofsareal als Frachtenbahnhof bzw. Güterterminal genützt. Bis 2035 soll auf dem Areal ein neuer Stadtteil entstehen. Ende 2017 sind die regulären Mietverträge der Unternehmen am Gelände ausgelaufen, und es begann eine Phase der Zwischennutzung.

## Das Gelände

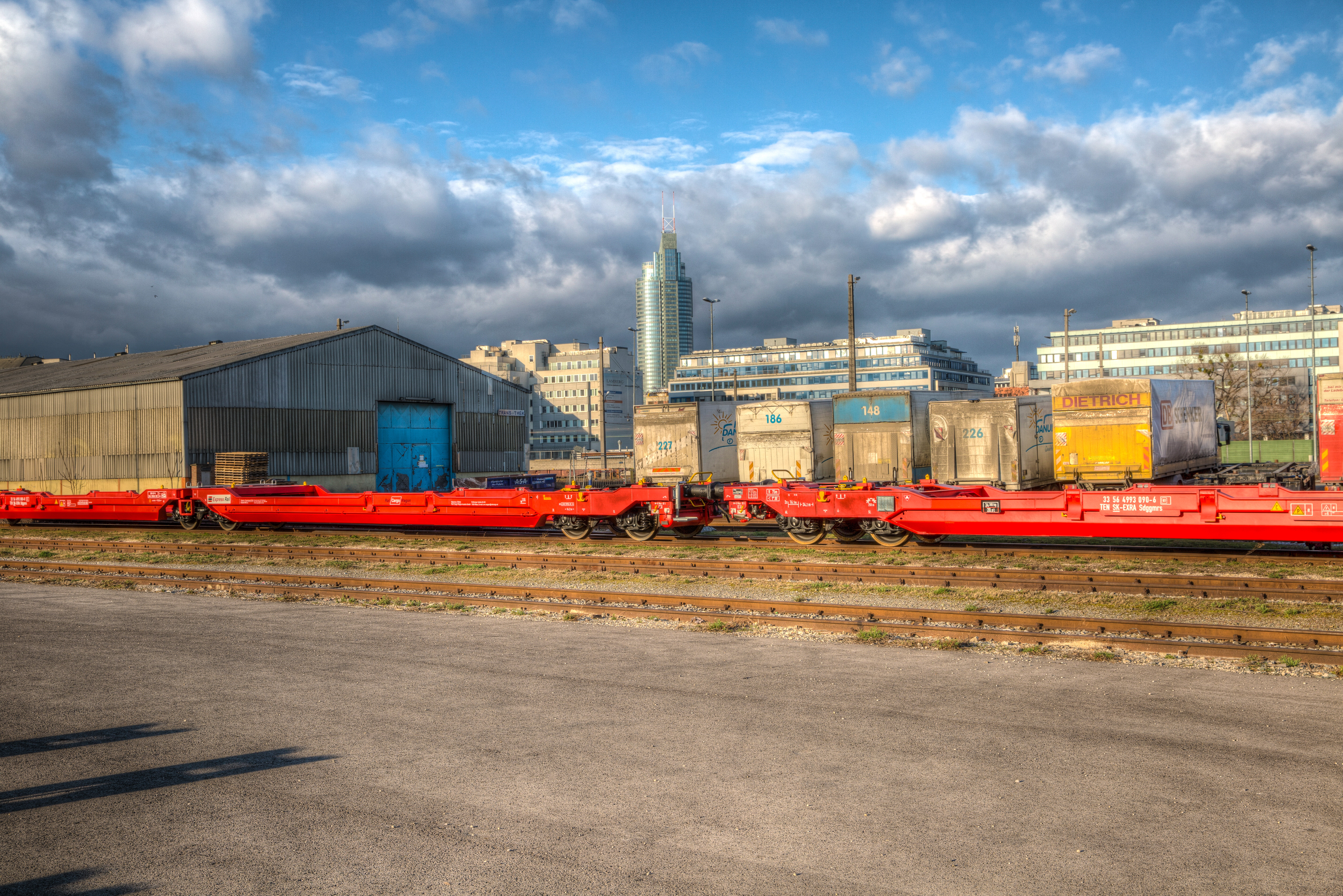
Nordwestbahnhof 2013

Der Nordwestbahnhof ist, obwohl zweitgrößter Bahnhof der früher sechs Wiener Kopfbahnhöfe, heute kaum im allgemeinen Bewusstsein verankert. Die Nordwestbahn verlor durch die Auflösung Österreich-Ungarns massiv an Bedeutung. Der Personenverkehr wurde bereits 1952 nach einer Phase als Ersatzbahnhof eingestellt. Bekannt war nur das verbliebene Postamt 1200, das frühere Hauptpostamt der Brigittenau auf der Seite zur Nordwestbahnstraße. Der Bahnhof ist eher als Schauplatz politischer Ereignisse in die Geschichte Wiens eingegangen.

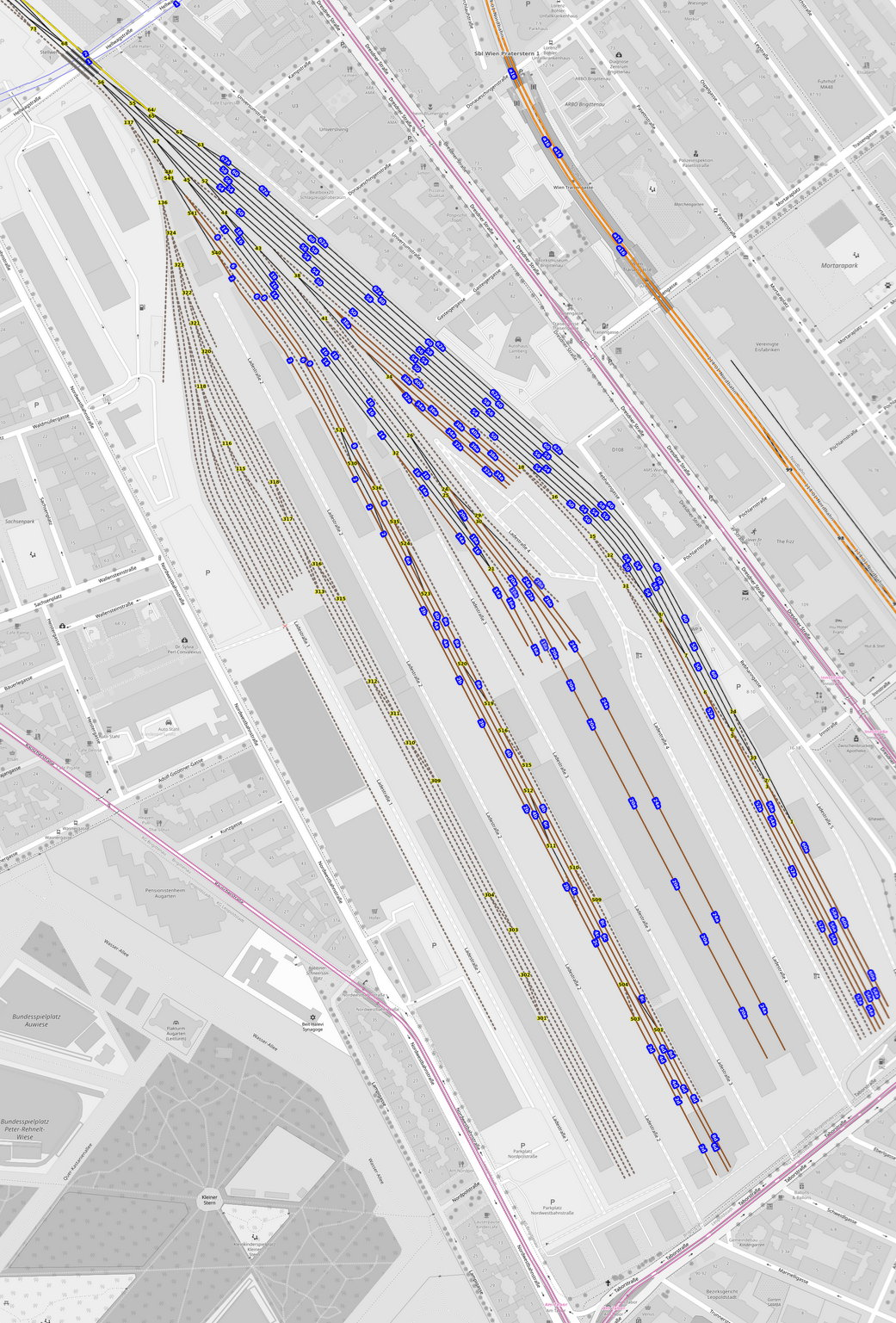
Nordwestbahnhof 2019 bei [https://www.openrailwaymap.org/?lang=null&lat=48.22976153960446&lon=16.382723450660706&zoom=17&style=standard OpenRailwayMap

Das Bahnhofsgelände ist nur etwa vier Kilometer vom Zentrum Wiens entfernt und gehört seit 1900 zum 20. Bezirk. Das Gebiet grenzt im Süden an die äußere Taborstraße, im Westen an die Nordwestbahnstraße, im Osten an die Dresdner Straße und im Norden an die Stromstraße. Der Haupteingang befindet sich derzeit in der Tabor- und der Nordwestbahnstraße. Das Areal ist das letzte große Stadtentwicklungsgebiet Wiens. Die Fläche beträgt rund 44 Hektar.

## Die Zeit vor der Eisenbahn
In der Zeit vor der Donauregulierung konnte das Gebiet wegen der immer wiederkehrenden Überschwemmungen nicht wirtschaftlich genutzt werden. Kaiser Matthias hatte 1614 in der Wolfsau (ältester Name der Brigittenau), einem Teil des einstigen kaiserlichen Jagdgebietes, das damals noch eine unberührte Landschaft war, ein kleines Jagdschloss errichtet. Das Gebiet war nicht nur wegen des Wassers unsicher, sondern auch aufgrund seiner militärisch exponierten Lage. Während der Zweiten Wiener Türkenbelagerung 1683 wurden alle Anlagen im Augarten zerstört.

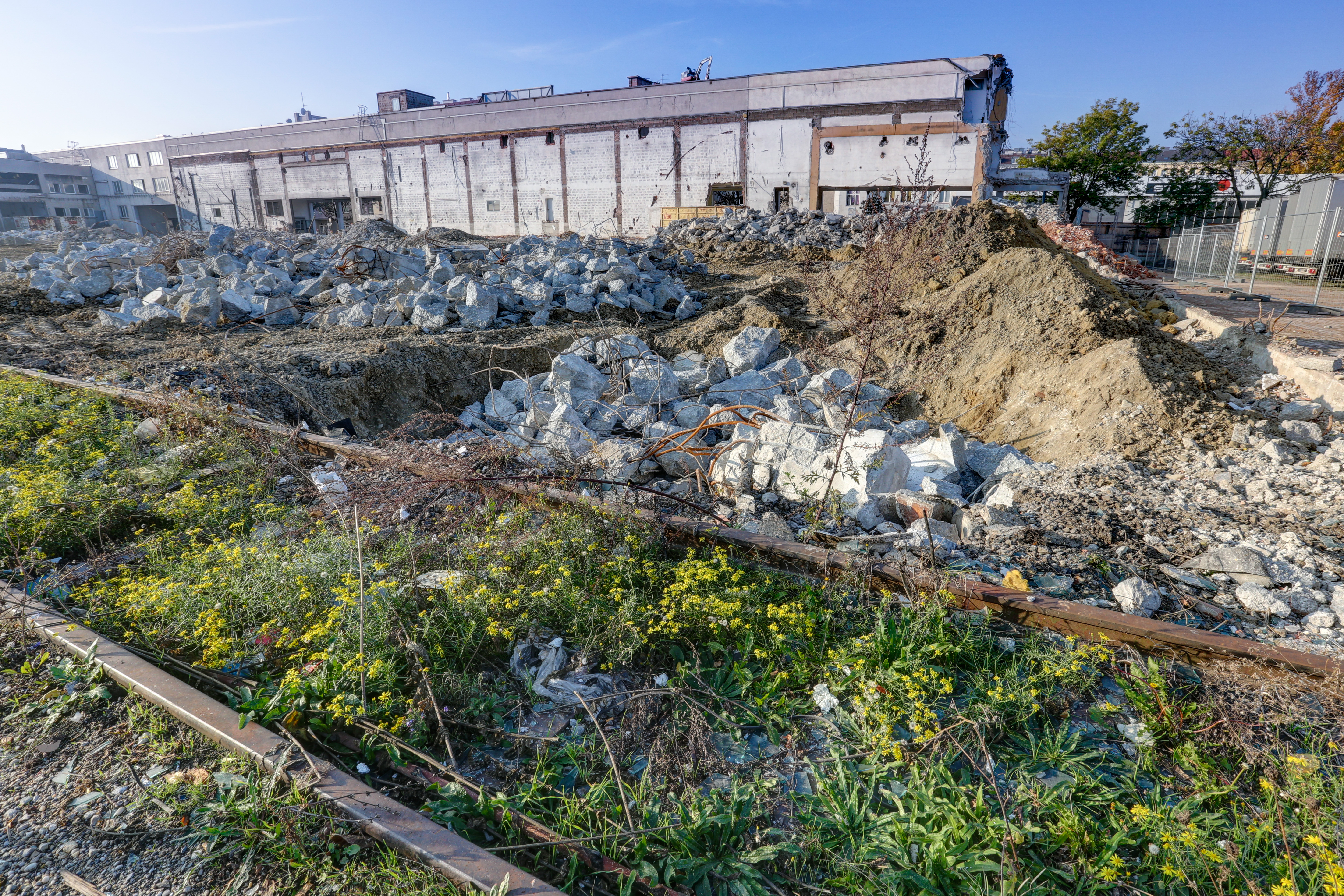
Erste Abbrucharbeiten 2015

Das Wachstum der Stadt Wien machte auch die Nebenflüsse des Flusses für die Schifffahrt wichtiger. Das Bahnhofsgelände befindet sich im Bereich des früheren Fahnenstangenwassers. An diesem Donauarm wurde bevorzugt das über den Fluss angelieferte Holz abgeladen. Die Fahnenmasten zeigten den Schiffen und Flößen die Anlegestellen. Das Gelände war ein Randbereich des zum 2. Bezirk gehörenden Augartens. Damals hieß die Nordwestbahnstraße noch Augartendamm. Der Donauarm verschwand mit der Regulierung der Donau ab 1868. So wurde Land für die Bahnhöfe und Industriebetriebe gewonnen. Mitte des 19. Jahrhunderts entstanden aufgrund der niedrigeren Steuern und des Platzmangels im Stadtzentrum außerhalb der Stadtmauern einigen beliebte Vergnügungszentren. Die Gegend war aber auch für illegale Hundekämpfe reicher Industriellensöhne beliebt. Das berühmteste und größte Vergnügungszentrum der Brigittenau war das „Universum“. Sein Bauherr Ferdinand Bachmaier (1826–1903) forderte als Entschädigung für den Bahnbau die enorme Summe von 100.000 Gulden, die er auch bekam.

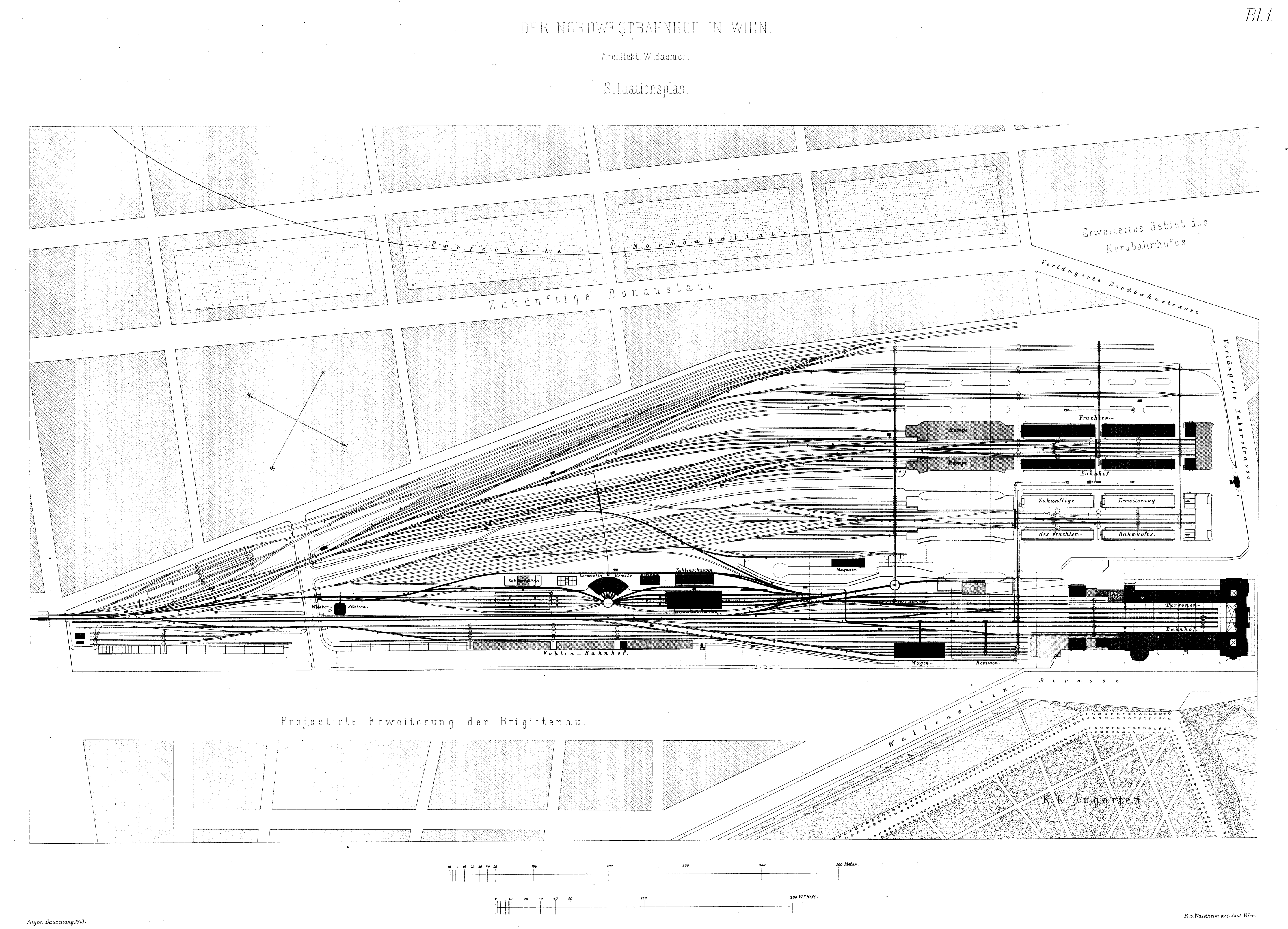
Planungsstand 1873

Dass ein derart großes Infrastrukturprojekt wie der Bau der Nordwestbahn privat finanziert wurde, muss vor dem Hintergrund der Staatsfinanzen von Altösterreich gesehen werden. Infolge des stark belasteten Staatsbudgets in den Jahren um den Deutschen Krieg von 1866 bzw. wegen des Boykotts von Steuererhöhungen durch den vom Adel dominierten Reichsrat verkaufte der Staat bereits vorhandene Eisenbahnlinien an private Investoren bzw. förderte den Aus- und Neubau mit Garantiezinsen für Aktien. In weiterer Folge kam es zu einem intensiven Ausbau der Eisenbahnen, unter anderem der Nordwestbahn, aber auch zu entsprechenden Aktienspekulationsgeschäften durch konkurrierende Eisenbahnunternehmen. Nicht nur die Donauregulierung, sondern auch die bevorstehende Wiener Weltausstellung 1873 führte zu heftiger Bauspekulation zur Zeit der Bahnhofserbauung. Das Finanzierungsmodell brachte letztlich keine Erleichterung für den Staatshaushalt, sondern erhöhte die Kosten enorm. Die Verstaatlichung war der einzige Ausweg. Die Nordwestbahn wurde ab 15. Oktober 1909 von den k.k. Staatsbahnen betrieben.

## Bahnhofsbau

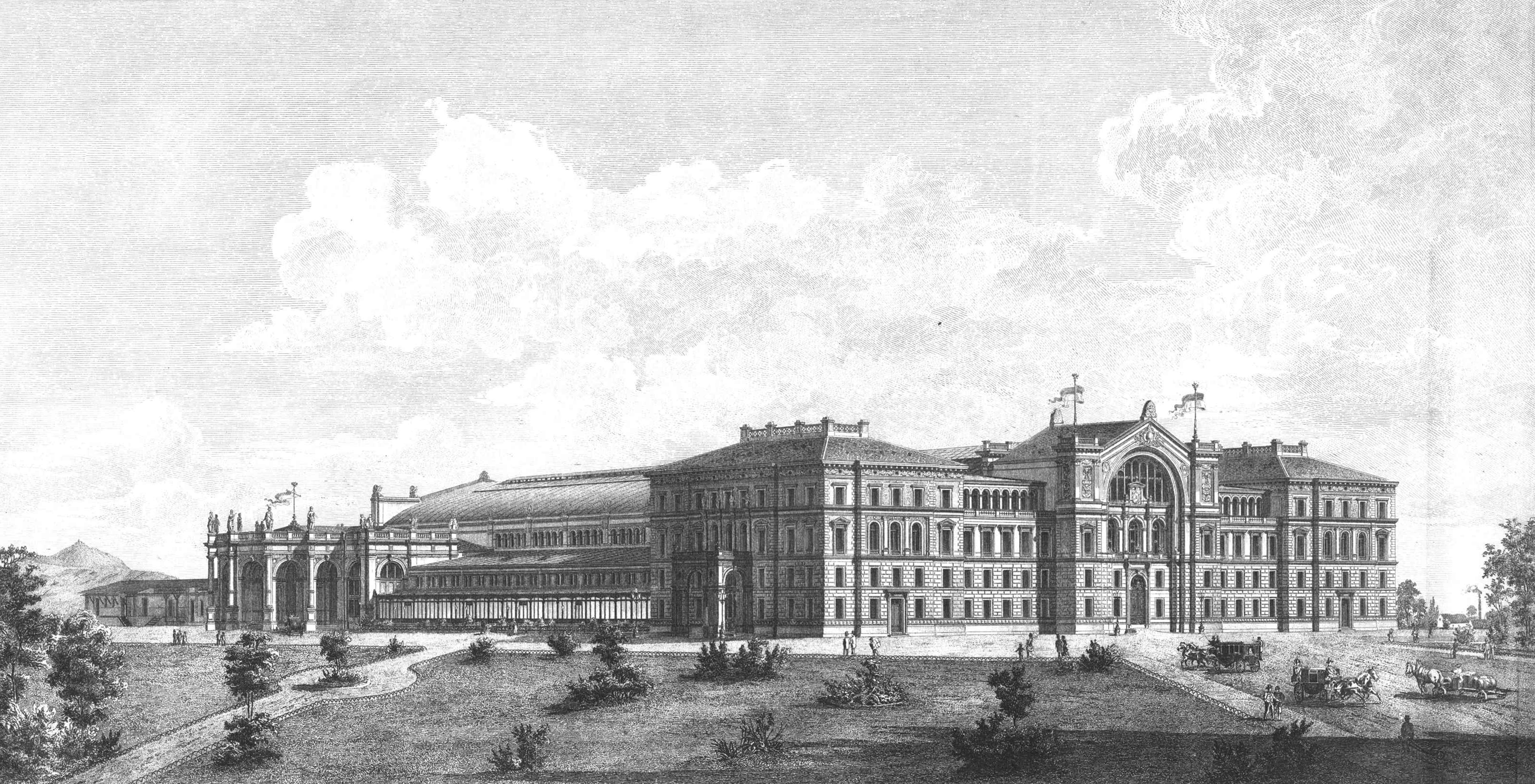
Planansicht 1873 des Nordwestbahnhofs

In der ersten Planungsphase um 1869 war das Projekt Gegenstand zahlreicher politischer wie technischer Diskussionen. Es ging um den Standort zwischen reguliertem Donaustrom und Donaukanal, die Geländehöhe und Querungsmöglichkeiten für die Anwohner. Diskussionspunkte waren, wie weit das Grundwasser zu berücksichtigen sei, da das Bauniveau deutliche Auswirkungen auf die Baukosten habe. Ein anderer Punkt waren Zahl und Dimensionen der den Bahnhof unterquerenden Durchlässe. Das Bauwerk war zunächst für den westlichen (rückwärtigen) Teil des Augartens vorgesehen; diese Lage wäre jedoch der Wegeverbindung von Donauhauptstrom und Stadt hinderlicher gewesen, als der letztlich ausgewählte Ort. Mitte Juni 1869 konnte bei gänzlicher Umarbeitung des Projekts eine Lösung nächst der Taborstraße gefunden werden.

## Hauptempfangsgebäude

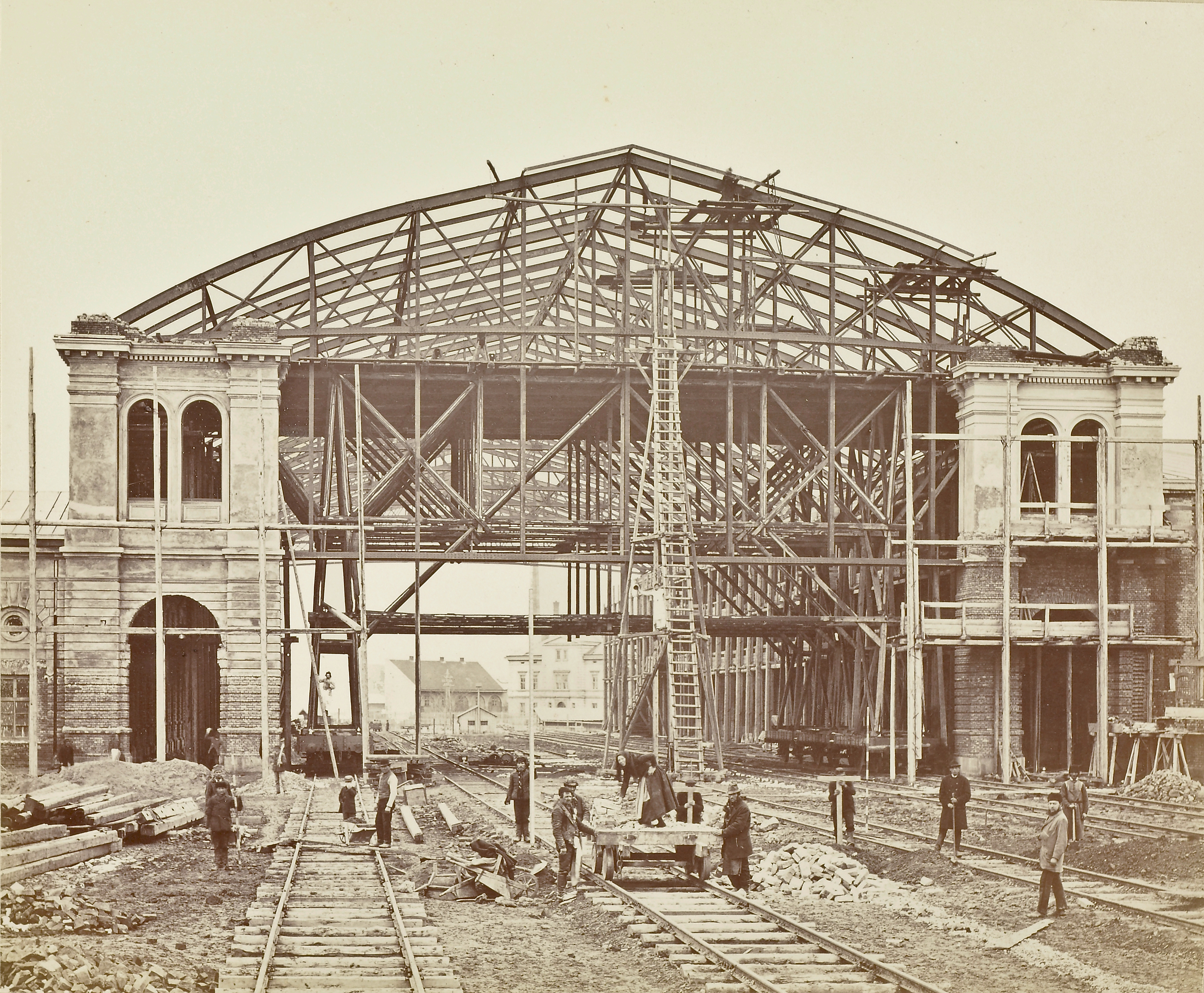
Bahnhofshalle im Bau, 1871, Fotografie von Josef Löwy

Mit dem Bau des Personenbahnhofs wurde von der Baudirektion der Nordwestbahn der Stuttgarter Architekturprofessor Wilhelm Bäumer beauftragt, nachdem er 1869 eingeladen worden war, einen Entwurf vorzulegen. Vorgabe war ein Bahnhof mit fünf Gleisen, der bei Bedarf erweiterbar ist. Noch war unklar, wie sich die Nordwestbahn entwickeln würde.
Mit dem Bau der Halle wurden im Jänner 1870 begonnen, wobei Bäumer in der Bauphase bis 1873 durch Theodor Reuter als Bauleiter unterstützt wurde, der zu dieser Zeit Oberingenieur im Zentralbüro für Hochbau der Nordwestbahn war. Bäumer, der für das Projekt seinen Wohnsitz nach Wien verlegte, entwickelte während der Bauaufsicht für die Errichtung des Bahnhofs auch große Wohnbauten im Umfeld (Heinestraße 41 / Praterstern 1 / Kleine Stadtgutgasse 12 und 14) sowie einige Villen im Umland Wiens und in Kärnten. Der Nordwestbahnhof, das Hauptwerk Bäumers, war stilistisch an Formen italienischer Renaissance-Palazzi angelehnt. Bei diesem Projekt konnte er seine stilistischen Vorstellungen sowohl außen als auch innen konsequent umsetzen.
Das imposante, monumentale und viel beachtete Bauwerk erinnerte an ältere Bahnhofsbauten in Paris. Die Hauptfassade war durch Risalite gegliedert. Der mittig gelegene Haupteingang war durch Arkaden, ein großes, halbrundes Fenster und eine Giebelüberdachung hervorgehoben und erinnerte an ein Stadttor. Auf der Abfahrtseite an der Nordwestbahnstraße gab es eine elegante, großräumige, halbrunde Vorhalle. Auf dieser waren allegorische Figuren für die Städte angebracht, die durch die Nordwestbahn näher an Wien gerückt sind. Das waren Dresden, Leipzig, Breslau, Berlin, Hamburg und Bremen. Weiters gab es vier Kindergruppen mit den Wappen von Niederösterreich, Böhmen, Wien und Prag. Gestaltet waren die Figuren vom Bildhauer Franz Melnitzky aus St. Margarethener Kalksandstein. Die gewölbeartige Decke wurde mit Schilden verschiedener Allegorien und den Namen von Fachmännern vom Maler Pietro Isella aus Morcote gestaltet.
Das Gebäude war innenarchitektonisch sehr elegant ausgestattet und von Bäumer bis in das Detail geplant. Es gab reichlich kassettierte Decken, reiche Wandmalereien, Tapeten und Pilaster sowie exquisite Beleuchtungskörper. Der Maler Hermann Burghart gestaltete den Wartesalon der 1. Klasse aus, der Städte und Ansichten der Nordwestbahn zum Thema der Gestaltung hatte. Die Bildhauer Franz Schönthaler und Rudolf Winder waren im Hofsalon tätig. Der Bahnhof war schließlich auch der logische Ankunftsort des deutschen Hochadels in Wien. Für das normale Volk gab es die Wartesäle für die II. und III. Klasse.
Die veranschlagten Baukosten betrugen 1½–2 Millionen Gulden (umgerechnet sind das ca. 13 bis 17 Millionen €). Tatsächlich lagen sie nach extrem kurzer Bauzeit von rund 17 Monaten inklusive Finanzierung bei 2,3 Millionen Gulden. Erschwert wurden die Arbeiten durch sumpfiges Gelände, auf dem wegen der Überschwemmungsgefahr bis zu vier Meter Erde aufgeschüttet werden musste. Das Erdreich wurde mit einer eigenen Feldbahn über den Donaukanal von Heiligenstadt her antransportiert. Die 125 Meter lange und 39 Meter breite Halle mit einer 360 Tonnen schweren Eisen-Dachkonstruktion wurde am 1. Jänner 1872 fertiggestellt.

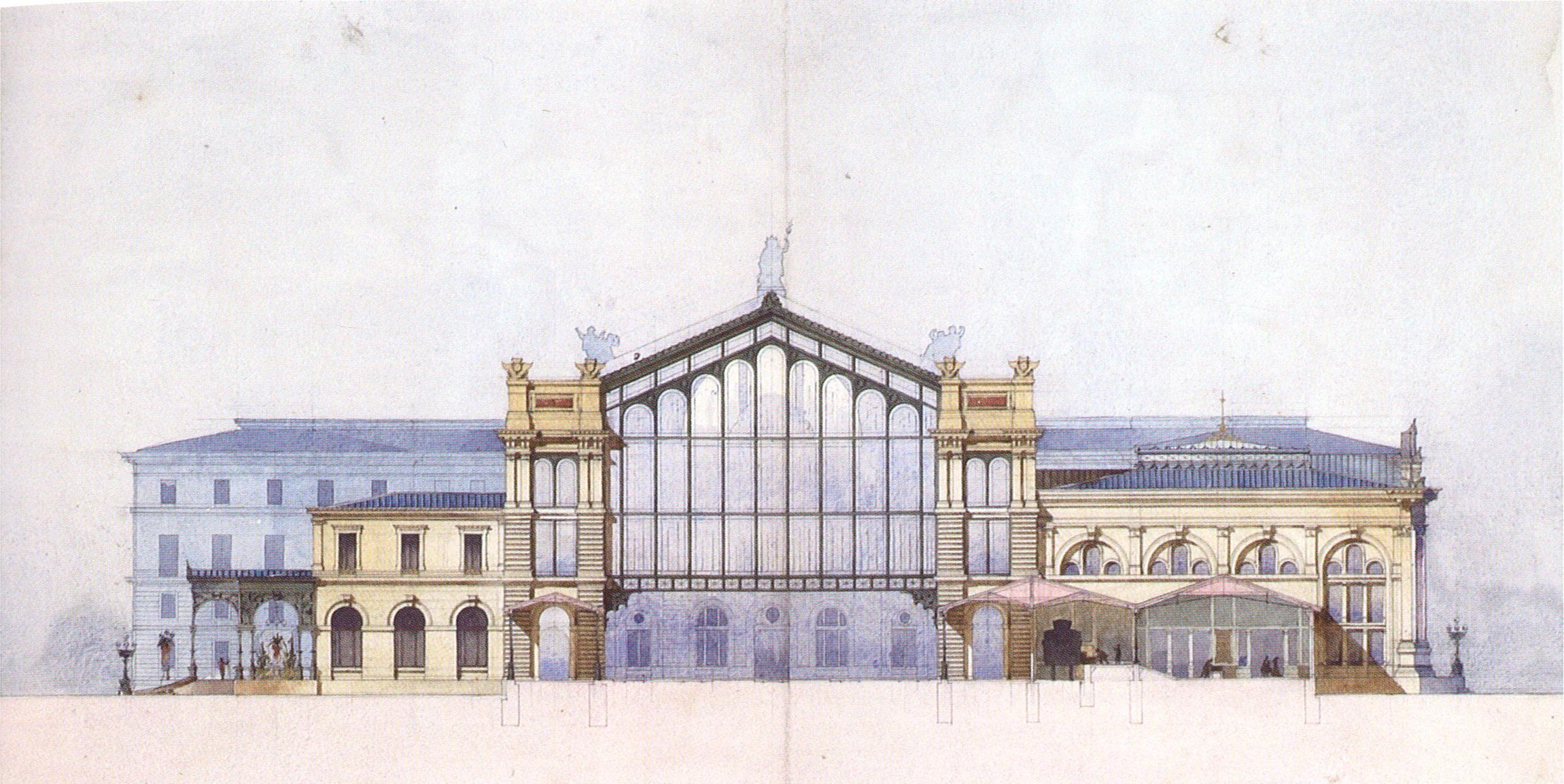
Querschnitt, von Wilhelm Bäumer gezeichnet

Am 1. Juni 1872 wurde der Bahnhof in noch unfertigem Zustand eröffnet, als die Teilstrecke Wien (Nordwestbahnhof)–Jedlesee für die Beförderung von Personen, Gepäck und Eilgut dem öffentlichen Verkehr übergeben wurde. Der Fernverkehr mit Eilzügen nach Dresden und Berlin wurde aufgenommen. Die Reise nach Berlin dauerte 19 Stunden (heute 10 h), der Preis für die zweite Klasse lag bei 15 Thalern und 26 Groschen (ca. 75 €). Die Fertigstellung erfolgte noch gerade rechtzeitig zur Weltausstellung 1873.

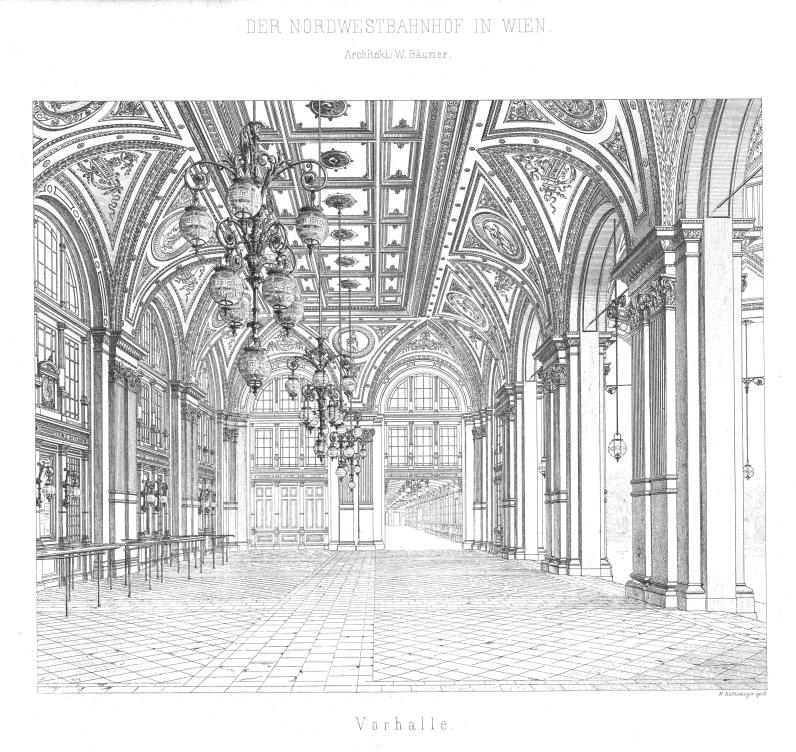
Empfangsbereich

Das an der Ecke Nordwestbahnstraße / Taborstraße stehende Hauptempfangsgebäude wurde von zwei Straßenbahnlinien bedient. Die damalige Linie O stellte als Durchgangslinie die Verbindung zum Stadtzentrum durch die Taborstraße her. Die bis heute bestehende Tangentiallinie 5 verband für Umsteiger den Nordwestbahnhof mit dem Nordbahnhof, dem Franz-Josefs-Bahnhof und dem Westbahnhof.

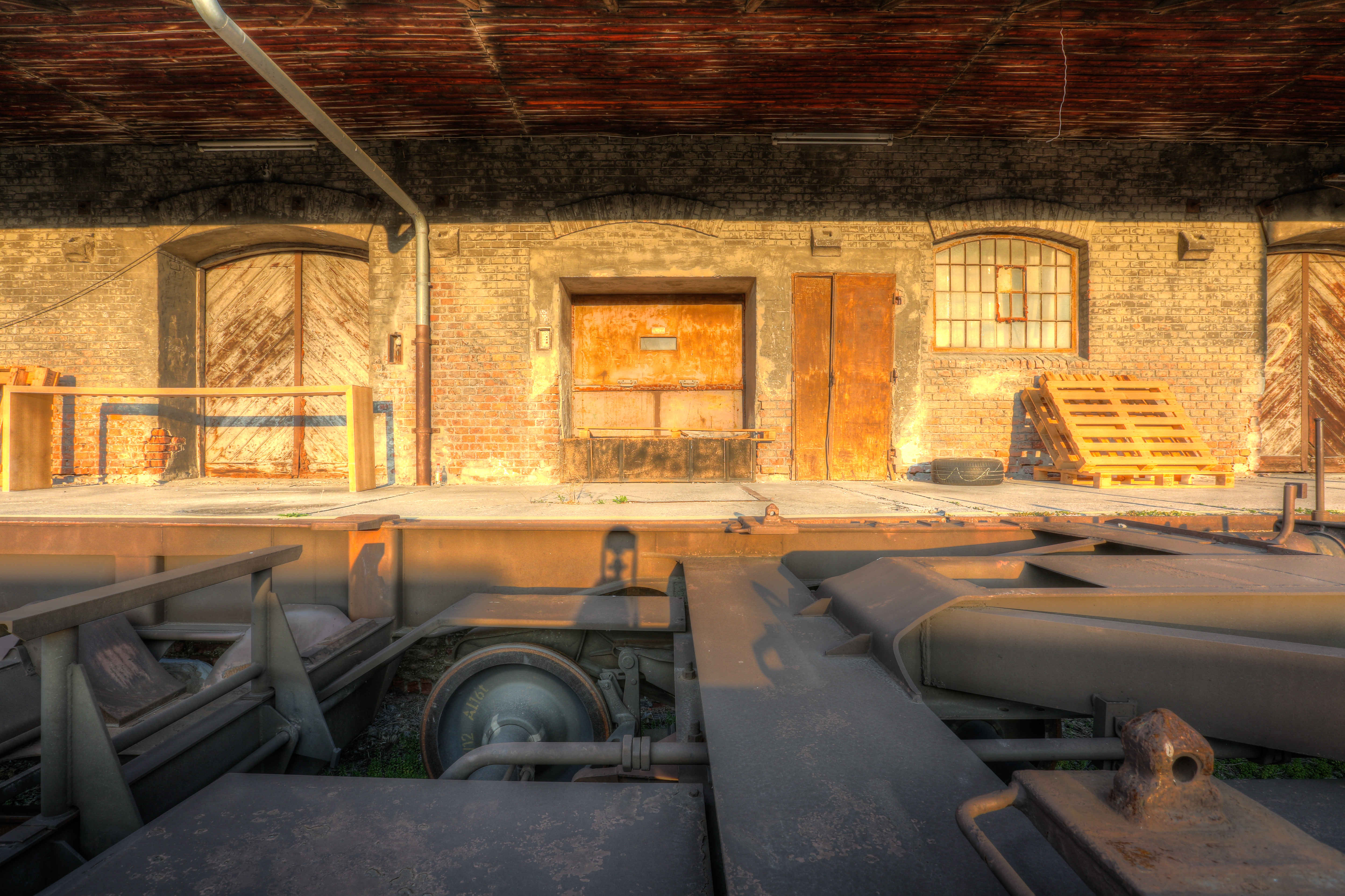
Noch erhaltene Lagerhallen

In der Zeit bis 1914 wurde der Frachtenbahnhof mehrmals durch den Bau von Gleisen (insgesamt 51), Magazinen und Umladebühnen erweitert. Einige Lagerhallen stehen bis heute. Eingehende Güter am Bahnhof waren ab 1899 z. B. Meeresfische aus der Nordsee. Die 1896 in Bremen gegründete Deutsche Dampffischerei-Gesellschaft Nordsee, bis heute als Restaurantkette Nordsee (Restaurantkette) aktiv, setzte sich zum Ziel, die Menschen im Binnenland auf schnellstem Wege mit frischem Fisch zu versorgen und errichtete eine zentrale Fischverkaufsstelle. Daneben gab es vier Verkaufshallen in der Stadt. Die lebendfrischen Fische brauchten 40 Stunden nach Wien und wurden in eigens konstruierten Eisenbahnkühlwagen täglich angeliefert. Ab Dezember 1912 begann der Import von westindischen Bananen als Volksnahrungsmittel. Im Schenkermagazin war ein Engros-Bananen-Import eingerichtet worden.
Im Kernbereich des Bahngeländes waren die Speditionen. An den Randbereichen lagen die Entlade- und Umschlagplätze z. B. für Kohle und Holz. Unternehmen unterschiedlicher Größe entstanden im Neubaugebiet des 20. Bezirkes, da sich mit dem Zugverkehr neue wirtschaftliche Einkommensquellen eröffneten. So führte z. B. die Anlieferung von Milch aus dem Umland von Wien zur Gründung mehrerer Milchverarbeitungsbetriebe wie beispielsweise der NÖM.

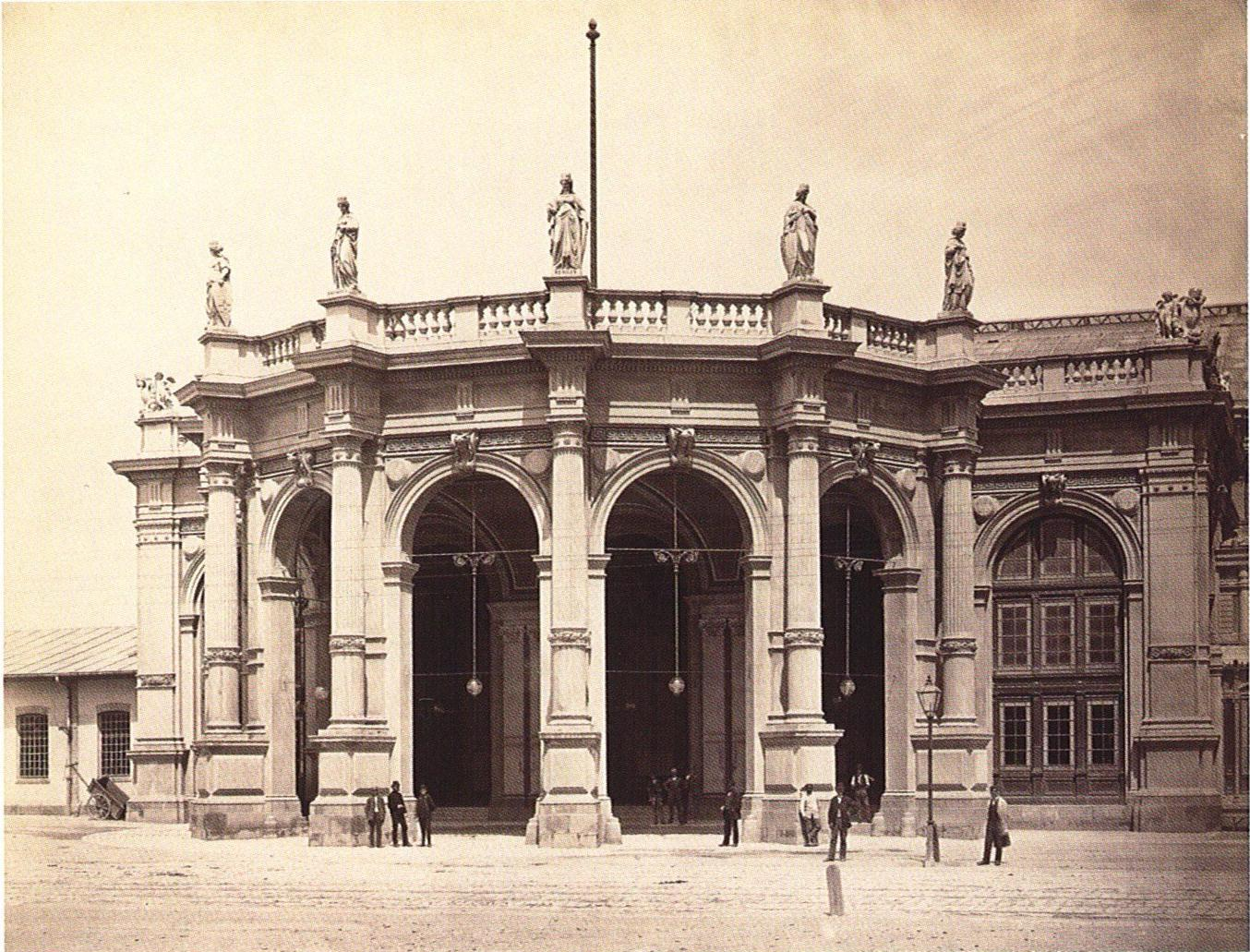
Die markante Abfahrtseite mit Statuen der Städte der Nordwestbahn

Das erste politische Ereignis, das sich am Nordwestbahnhof ereignete, war die Ermordung des sozialdemokratischen Politikers Franz Schuhmeier. Dieser kam von einer Wahlveranstaltung in Stockerau zurück und wurde am 11. Februar 1913 von Paul Kunschak, Bruder des christlichsozialen Politikers Leopold Kunschak, in der Bahnhofshalle erschossen.
Im Ersten Weltkrieg wurde das österreichische Bahnnetz intensiv für militärische Zwecke genutzt. Nur die Nordwestbahn war die einzige der großen Bahnlinien, die nicht für Truppentransporte herangezogen wurde.

## Die Zeit nach 1918

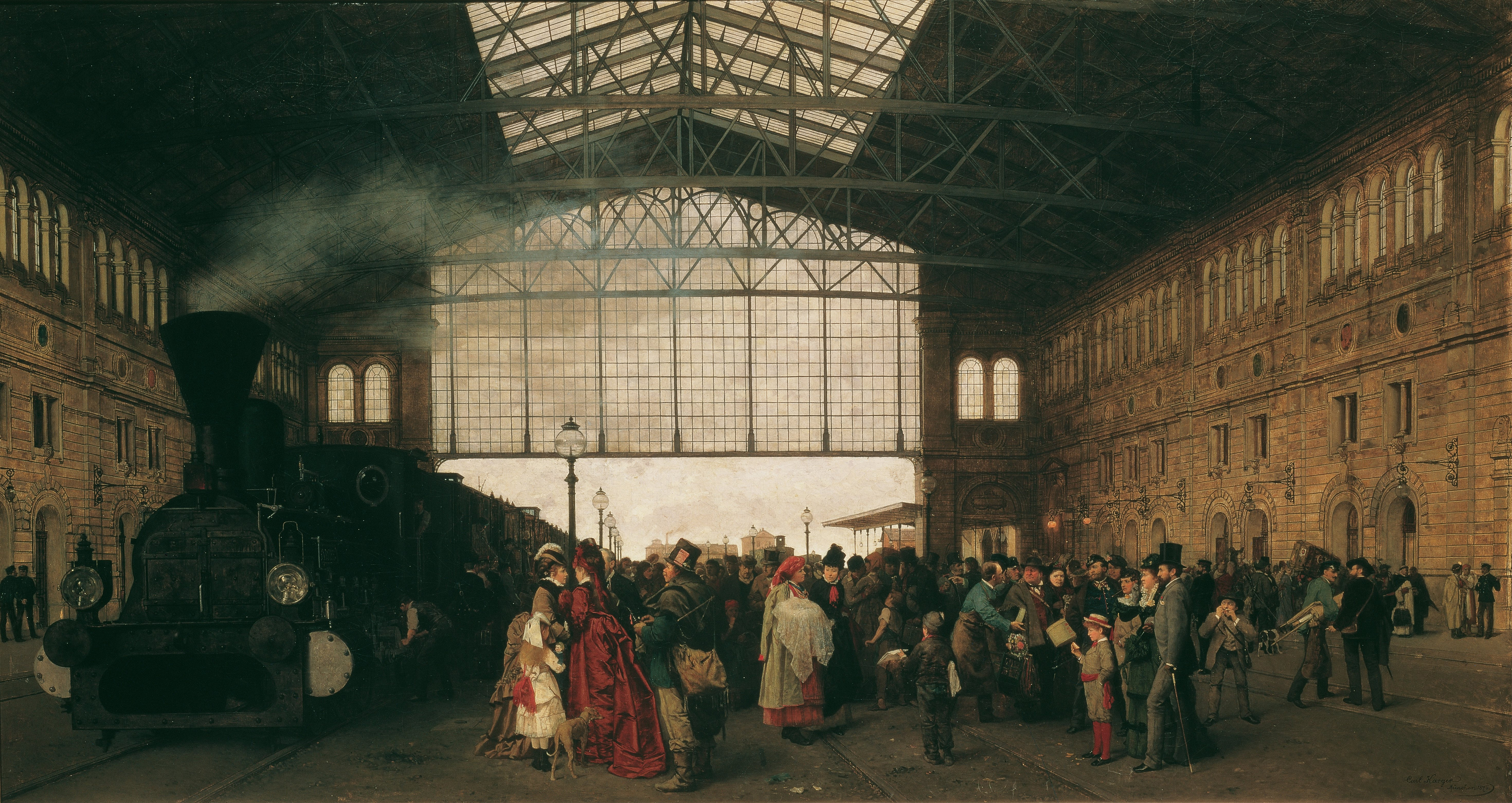
Der Nordwestbahnhof, Gemälde von Karl Karger (1875)

Seit Beginn des Jahres 1923 bestand für den Nordwest- sowie den nahe gelegenen Nordbahnhof der Plan einer Verkehrszusammenziehung. Aus Einsparungsgründen sowie wegen der seit 1914 um zwei Drittel gesunkenen Fahrgastzahlen wurde am 1. Februar 1924 die Personenabfertigung im Nordwestbahnhof eingestellt; die Personenzüge der Nordwestbahn wurden sodann vom Nordbahnhof aus geführt.
Die nutzlos gewordene Bahnhofshalle wurde für Ausstellungen, politische und sportliche Veranstaltungen genutzt. Die Halle ist die älteste bekannte Skihalle der Welt, in der auf Kunstschnee gefahren werden konnte. Nach der Eröffnung des „Schneepalasts“ am 26. November 1927 wurde auf den sozialdemokratischen Wiener Bürgermeister Karl Seitz ein Pistolenattentat verübt, das dieser und seine Begleiter aber unverletzt überstanden. Auch als Abstellhalle für nicht gebrauchte Lokomotiven musste die Halle herhalten.
Nach dem „Anschluss“ Österreichs hielten Hermann Göring am 26. März 1938 sowie Adolf Hitler, Joseph Goebbels und andere NS-Spitzenpolitiker am 9. April 1938, einen Tag vor der „Volksabstimmung über die Wiedervereinigung Österreichs mit dem Deutschen Reich“, in der Bahnhofshalle Propagandareden. Die im Bahnhof gezeigte antisemitische Ausstellung „Der ewige Jude“ sollte die begonnenen Judenverfolgungen legitimieren.

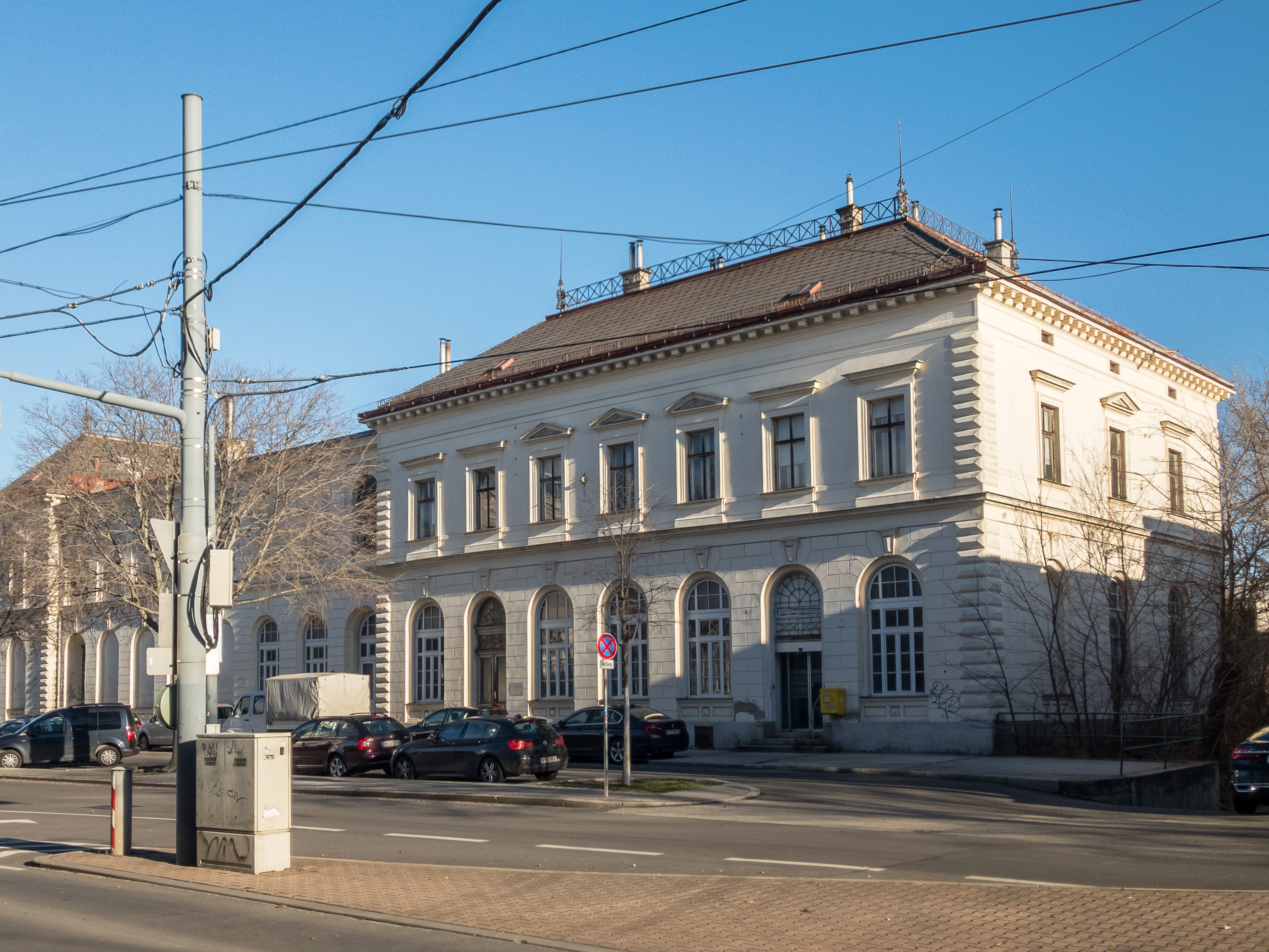
Letzter Rest des Nordwestbahnhofs, das geschlossene Postamt 1204 (Zustand 2017, vor der Entkernung und Umbau mit Fassadenrekonstruktion)

Während des Krieges nutzte die Wehrmacht das Gebäude als Lager. Um den Nordbahnhof zu entlasten, forderte die Deutsche Reichsbahn am 12. Dezember 1942 den Bahnhof zurück und setzte ihn provisorisch wieder instand. Am 1. November 1943 konnte der Personenverkehr zwischen dem Nordwestbahnhof und Jedlersdorf wieder aufgenommen werden. Durch sowjetischen Artilleriebeschuss im Zuge der Wiener Operation im April 1945 wurde der Nordwestbahnhof kurz vor Kriegsende schwer beschädigt. Das Empfangsgebäude wurde ab 14. September 1952 abgetragen. Trotzdem wurden nach dem Krieg hier auch die Züge der Nordbahn abgefertigt, denn diese war durch die Sprengung der Nordbahnbrücke unterbrochen; die Nordwestbahnbrücke (Nordbrücke) war hingegen bereits am 25. August 1945 wieder befahrbar.

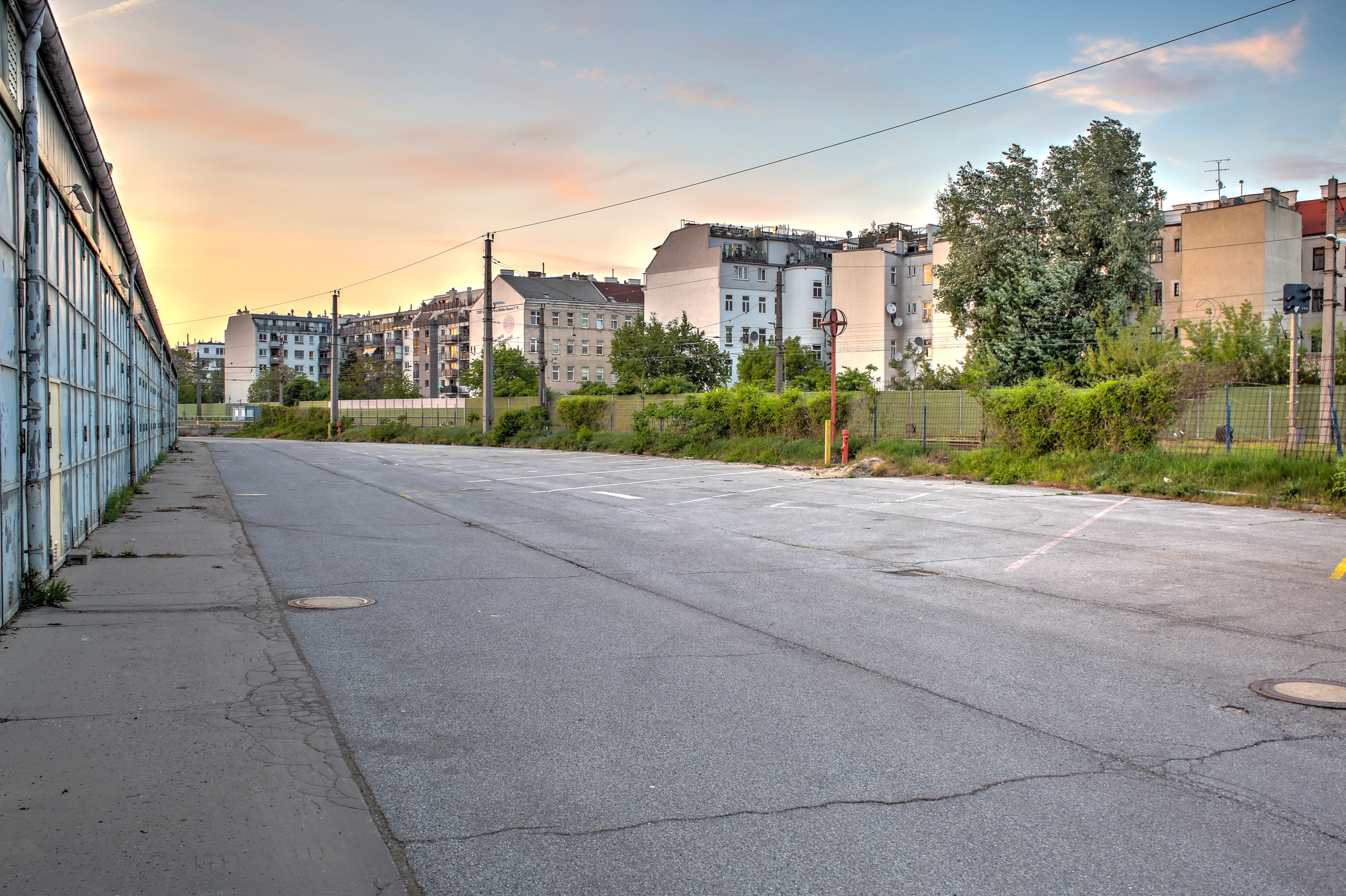
Busgarage Nordwestbahnstraße 16

Die sowjetische Besatzungsmacht benötigte eine Eisenbahnverbindung nach Russland, um Beutegut aus Österreich abzutransportieren. Daher stand das Gelände auch unter (geheimer) Beobachtung des Informationsdiensts der Vereinigten Staaten (USIS). Damit das Nordbahnhofareal und die daran anschließende Verbindungsbahn zum Südbahnhof mit dem östlichen Donauufer verbunden waren, wurde ein Provisorium, die so genannte „Russenschleife“ gebaut. Ab April 1945 wurde die höhere Gleislage der Nordbahn über eine Rampe erreicht. Diese 652 m lange Schleife der Russen führte von der östlichsten Ecke des Nordwestbahnhofes zu den westlichsten Gleisen des Nordbahnhofes quer über die Einmündung der Taborstraße in die Nordbahnstraße. Sie wurde auch von schweren Dampfloks (u. a. DR-Baureihe 52) benützt und kreuzte die Schienen der Straßenbahnlinie „O“ auf gleicher Ebene ohne technische Absicherung. Am 26. Januar 1959 wurde die Schleife stillgelegt, um die Fertigstellung der Gleislagearbeiten im Bereich des Nordbahnhofs zu ermöglichen.

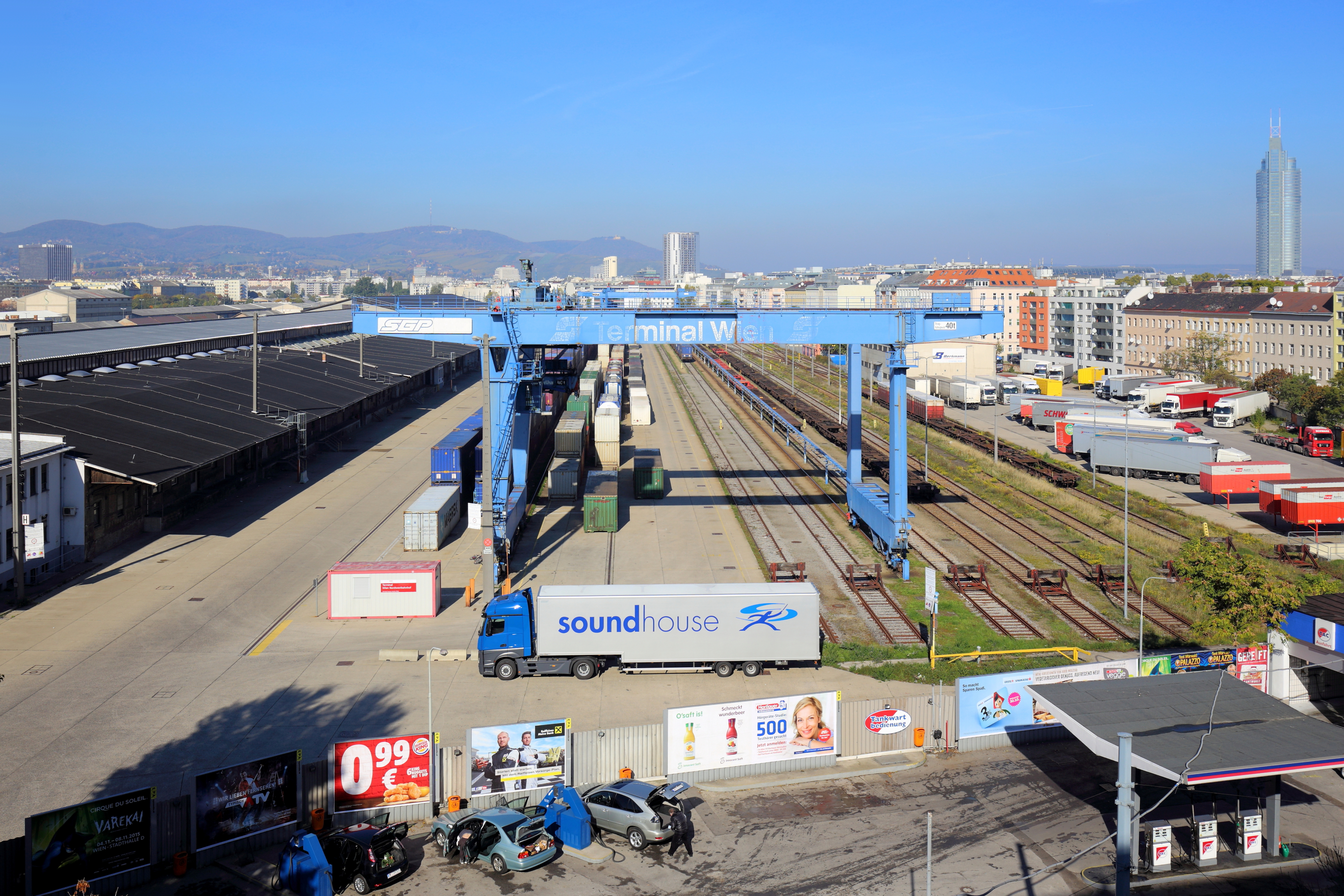
Südöstliches Areal des Nordwestbahnhofes. Der Kran wurde 2017 demontiert.

Nach Wiederaufnahme des fahrplanmäßigen Zugsverkehrs auf der Nordbahnbrücke wurde der neue Bahnhof Praterstern provisorisch in Betrieb genommen. Das führte dazu, dass die Personenabfertigung auf dem Nordwestbahnhof mit 31. Mai 1959 endgültig eingestellt (bzw. zum Bahnhof Praterstern verlegt) und die Nordwestbahnbrücke über die Donau zur Straßenbrücke umgebaut wurde. Seit der Außerbetriebnahme der Nordwestbahnbrücke sind die Gleisanlagen des Bahnhofs im Bereich des Frachtenbahnhofs Brigittenau, nahe der ehemaligen Brücke, durch Schleifen nach Norden und nach Süden mit der Donauuferbahn verbunden.
Das Gelände des Nordwestbahnhofs wurde in den 1970er Jahren zu einem damals modernen Güter- und Containerterminal mit Krananlagen und Lagerhäusern ausgebaut. Am 29. September 1974 wurde die Elektrifizierung der Gleisanlagen auf dem Bahnhof und der Zufahrtsgleise in Betrieb genommen.

### Frühere Materialrutsche Stromstraße
Der nördlichste Zugang zum Nordwestbahnhofsgelände befindet sich in der Stromstraße 16a. Bis in den Herbst 2003 führte eine nun abgetrennte Abzweigung der Straßenbahnlinie 31 zur stillgelegten Materialrutsche-B63m der Wiener Linien. Durch diese Anlage gibt es in der westlichen Hälfte des Nordzipfels des Nordwestbahnhofs zwischen der Ebene der Nordwestbahngeleise und der talförmig eingebuchteten Straßenbahngeleise einen Niveauunterschied von etwa zwei Stockwerken. Die Anlage mit den Entladerutschen, insgesamt ca. 250 m lang, diente zum Umladen von Schüttgut (Schotter, Sand) aus Vollbahnwaggons in Lastbeiwagen der Straßenbahn Wien. Die Koordination der Transporte erfolgte durch das sogenannte Lastenbüro im Betriebsbahnhof Wexstraße (BRG), wo die Halle II in den 60er Jahren von Arbeitsfahrzeugen dominiert war. Während Lastentransporte mit der Straßenbahn nur kriegsbedingt wegen Pferde und Treibstoffmangel wichtig waren, hielt sich der Schienentransport zu Gleisbaustellen bis in Zeit des Wiener U-Bahn-Baus. Noch in den 1970er Jahren wurde auf der Materialrutsche Stromstraße Oberbauschotter umgeladen.
Im Generalstadtplan von 1912 ist die Anlage noch nicht eingezeichnet. Wahrscheinlich wurde sie nach dem Ersten Weltkrieg gebaut. Um 2018 gibt es entlang der Westseite der Anlage ÖBB-Schrebergärten. Der Nordzipfel und Busgarage sind jene Bereiche des Nordwestbahnhofs, die zumindest nach dem Leitplan 2008 als erstes umgebaut werden sollen. Die Verbauung soll als Phase 1 westseitig starten. Als Initialprojekt ist ein Büroschwerpunkt mit zwei Hochhäusern geplant. Im Osten ist ein Grünstreifen vorgesehen.

## Nachnutzung des Areals: Stadtentwicklungsgebiet Nordwestbahnhof

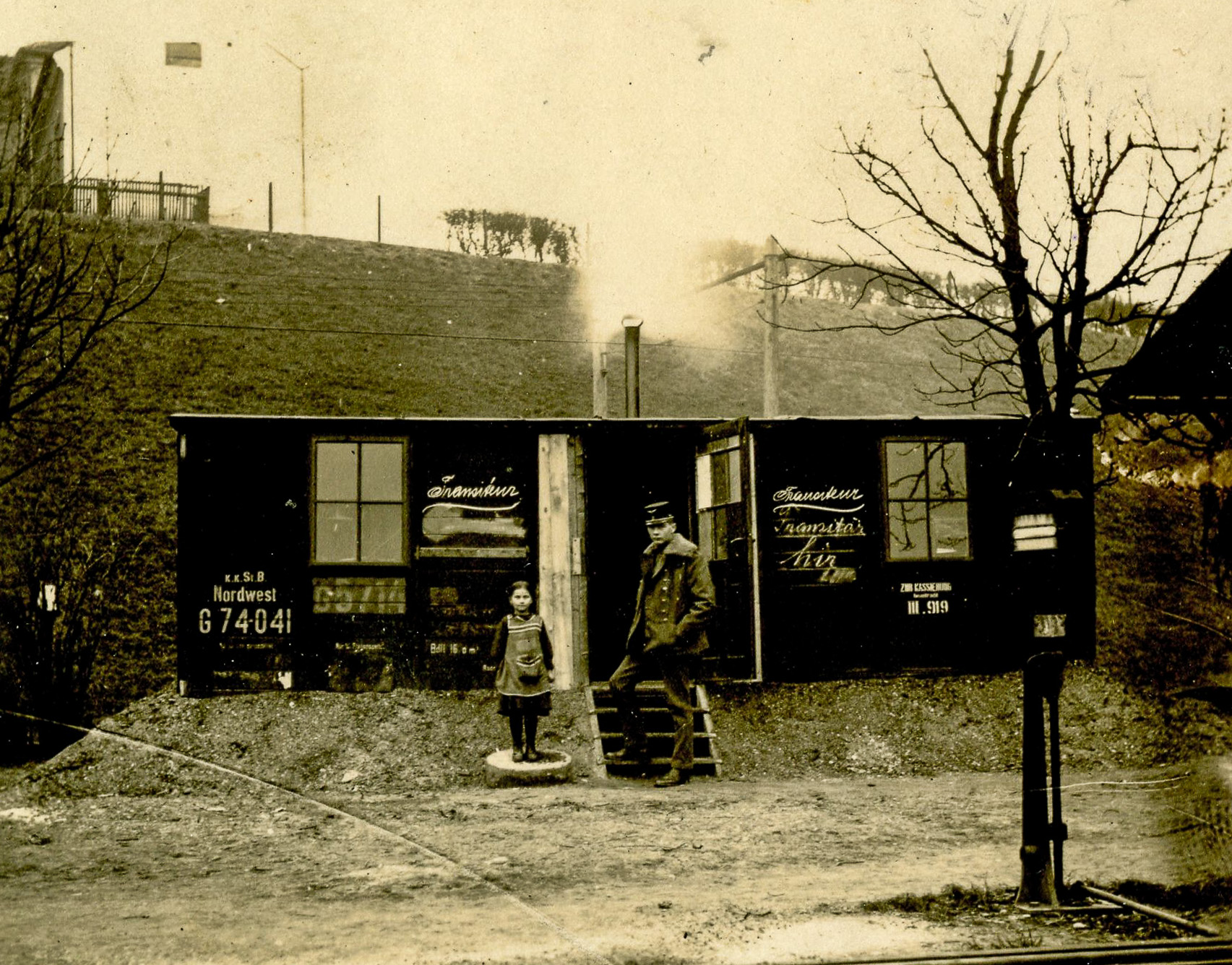
Notquartier aus Nordwestbahn-Eisenbahnwaggon um 1900

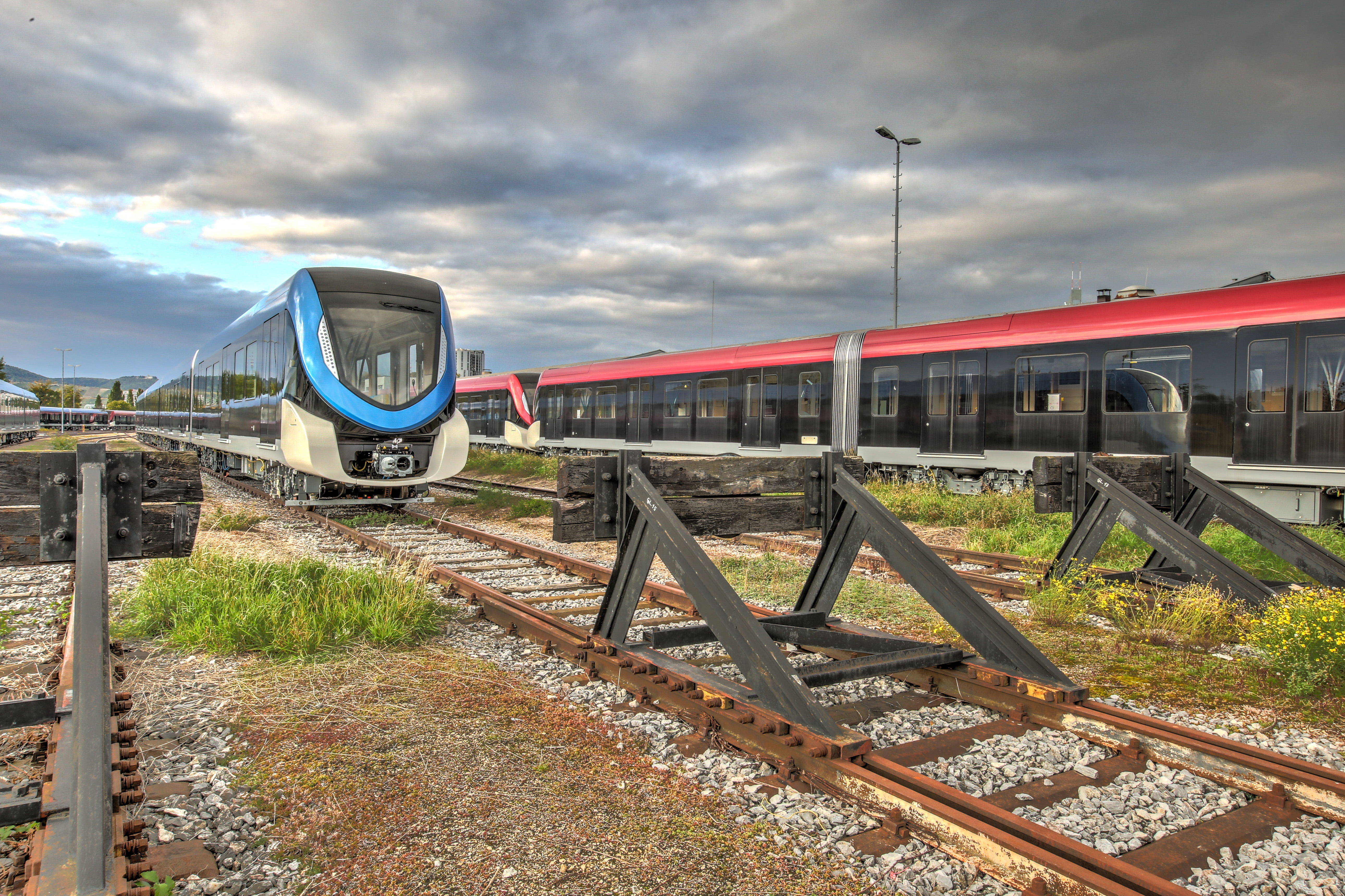
Letzte Funktion des westlichen Gleisstranges 2017 als Zwischen-Parkplatz für die U-Bahn Riad

Um das mitten in der Stadt liegende Nordwestbahnhof-Areal städtebaulich besser zu nützen, beschloss der Grundeigentümer ÖBB im Jahre 2006, den Container-Umschlag schrittweise in das damals noch im Aufbau befindliche ÖBB-Güterzentrum Wien Süd zu verlegen. Das am Stadtrand liegende „Güterzentrum Wien Süd“, das 2016 als Güter-Hauptbahnhof Wiens eröffnet wurde, konnte mangels Auslastung das Container-Aufkommen des Terminals Wien-Nordwest mit rund 80.000 Einheiten pro Jahr problemlos übernehmen. Von der Beendigung des Güterumschlags am Nordwestbahnhof profitiert insbesondere der donauabwärts am Stadtrand liegende Endpunkt der Donauuferbahn, der Hafen Freudenau (auch Winterhafen oder Alberner Hafen). Die Donauschifffahrt hat aus unterschiedlichen Gründen stark an Bedeutung verloren. Viel wichtiger ist einstweilen der Warenumschlag zwischen Bahn und LKW. Im Wiener Hafen gab es 2018 rund 350.000 Containerumschläge. Vom Hafen gehen mehr als 100 Ganzzüge pro Woche über die Donauuferbahn in Richtung Europa. Traditionelle Unternehmen mit einer früheren Niederlassung am Nordwestbahnhof wie Schenker oder Quehenberger sind jetzt am Alberner Hafen aktiv.
Dadurch soll abschnittsweise eine neue Nutzung des Geländes ermöglicht werden: Etwa im Zeitraum 2020–2025, so die Prognose 2009, sollte hier ein neuer Stadtteil entstehen. Die Barriere Nordwestbahnhof, die heute den 20. Bezirk in zwei Teile trennt, sollte damit beseitigt werden. In den letzten Jahren befand sich im Norden des Bahnhofsgeländes an der Nordwestbahnstraße eine große Betriebsgarage, welche von verschiedenen Unternehmen wie ÖBB-Postbus oder Verkehrsbetriebe Gschwindl sowie Fahrschulen und der Feuerwehr genützt wurde.
Bis Mitte 2007 wurde vorerst ein Städtebauliches Leitbild entwickelt. Auf dessen Grundlage fand im März 2008 ein Architekturwettbewerb statt, bei dem das Schweizer Büro ernst niklaus fausch Architekten (2009 als ENF Architekten Zürich bezeichnet) den ersten Preis gewann. Dieses Leitbild wurde 2016 noch einmal überarbeitet.
Auf insgesamt 44 Hektar wurden Wohnungen für 12.000 Menschen, Arbeitsplätze für 5.000 Menschen und eine große Parkanlage geplant. 2016 wurde von Wohnungen für bis zu 15.000 Menschen berichtet. Das Areal wurde dazu in kleinere Flächen aufgeteilt, die von unterschiedlichen Bauträgern genutzt werden sollen. Die Gebäude werden in Blockrandbebauung errichtet und an den Rändern dieselbe Firsthöhe wie die benachbarten Bauten aufweisen (insbesondere in der Universumstraße, wo die Neubauten an den alten Baubestand unmittelbar anschließen werden), höhere Gebäude sind für den mittleren Bereich geplant. Das Zentrum des neuen Viertels wird die „Grüne Mitte“ sein, ein parkartiges Gelände mit Fußgänger- und Radwegen, aber ohne durchgehende Straßen. Ihre Sichtachse ist auf Leopoldsberg und Riesenrad ausgerichtet. Für den öffentlichen Verkehr ist ein Straßenbahnkorridor zwischen Wallensteinstraße und Traisengasse geplant, auf dem eine (in den Plänen Linie 12 genannte) Verbindung zum Franz-Josefs-Bahnhof einerseits und Praterstern andererseits geführt werden soll.
Zu Winarskystraße, Stromstraße, Traisengasse und Taborstraße / Nordbahnstraße hin sollen Plätze geschaffen werden, die Eingangsfunktion für das Viertel haben sollen, der letztere soll auch die Verbindung zum neuen Nordbahnviertel herstellen.
Drei ältere Gebäude sollen erhalten bleiben: das Postamt an der Nordwestbahnstraße, ein Stellwerk im nördlichen Teil des Geländes und eine Lagerhalle.
Im Herbst 2017 rechnete man damit, dass bis 2030 ungefähr 800.000 m² an Bruttogeschoßfläche entstehen. Um 2020/21 sollte es erste Grundstücksverkäufe an Entwickler geben.
Für die Zulaufstrecke des ehemaligen Nordwestbahnhofs, den Gleisanschluss des Nordwestbahnhofes an die Wiener Donauuferbahn (Nussdorf bis Wiener Hafen), wurde ein Nachnutzungskonzept nach dem Vorbild des High Line Parks in New York entwickelt. Der knapp 2 km lange Bahndamm würde eine unterbrechungsfreie Fußgänger- und Fahrradverbindung zur Donau ermöglichen und eine Vernetzung des gesamten Einzugsgebiets zum geplanten Nordwestbahnhof-Park und dem Augarten ermöglichen. Insbesondere sollte die Eisenbahnbrücke über die Hellwagstraße erhalten bleiben.
Das Areal ist eine der nicht mehr benötigten Bahnflächen, die nach 2000 aufgegeben wurden und wo Wohnviertel in Bau oder Planung sind. Die anderen sind das Sonnwendviertel, das Nordbahnviertel und das Neue Landgut.